# Chaetodon rainfordi
Chaetodon rainfordi là một loài cá biển thuộc chi Cá bướm (phân chi Discochaetodon) trong họ Cá bướm. Loài này được mô tả lần đầu tiên vào năm 1923.

## Từ nguyên
Từ định danh rainfordi được đặt theo tên của Edward Henry Rainford (1853 – 1938), một người trồng nho kiêm nhà tự nhiên học nghiệp dư làm việc tại Sở Nông nghiệp Queensland, người mà Bảo tàng Úc đã vì đã thu thập nhiều mẫu cá đặc biệt mà trước đây chưa được biết đến từ vùng biển của Úc, bao gồm cả loài cá này.

## Phạm vi phân bố và môi trường sống
C. rainfordi có phạm vi phân bố giới hạn ở vùng biển giữa Papua New Guinea và rạn san hô Great Barrier (gồm cả đảo Lord Howe). C. rainfordi sống tập trung trên các rạn viền bờ ở độ sâu khoảng 5–20 m.
Do sống phụ thuộc vào nguồn thức ăn là san hô nên số lượng của C. rainfordi đã bị suy giảm đáng kể sau sự kiện san hô bị tẩy trắng ở rạn san hô Great Barrier. Do vậy mà C. rainfordi được xếp vào Loài sắp bị đe dọa theo Sách đỏ IUCN.

## Mô tả
C. rainfordi có chiều dài cơ thể lớn nhất được ghi nhận là 15 cm. Loài này có màu vàng với hai dải xám viền cam trên thân. Đầu ánh màu xám bạc, có một sọc màu nâu cam viền đen từ gáy băng dọc qua mắt; một sọc cam ở phía sau băng dọc qua gốc vây ngực, và giữa hai sọc có một sọc mờ hơn màu vàng cam. Có một đốm đen ở cuống đuôi, nửa sau của vây đuôi trong suốt. Vây ngực trong suốt, các vây còn lại có màu vàng.
Số gai ở vây lưng: 11; Số tia vây ở vây lưng: 20–22; Số gai ở vây hậu môn: 3; Số tia vây ở vây hậu môn: 17–19; Số tia vây ở vây ngực: 14–15; Số gai ở vây bụng: 1; Số tia vây ở vây bụng: 5; Số vảy đường bên: 37–43.

## Sinh thái học
C. rainfordi phụ thuộc vào nguồn thức ăn là san hô nhưng chúng cũng có thể ăn bổ sung tảo và một số loài thủy sinh không xương sống khác. C. rainfordi ưa ăn san hô cứng thuộc các chi Acropora và Pocillopora hơn là san hô mềm.
C. rainfordi có xu hướng sống đơn độc và thường chỉ kết đôi khi sinh sản. Cá đực và cá cái thuần thục sinh dục khi được 2 năm tuổi.

## Phân loại học
C. rainfordi hợp thành nhóm chị em với hai loài Chaetodon aureofasciatus và Chaetodon octofasciatus dựa trên kết quả phân tích phát sinh chủng loại phân tử. Ngoài ra, những cá thể mang đặc điểm hình thái trung gian giữa C. rainfordi với C. aureofasciatus đã được bắt gặp trong tự nhiên.

## Thương mại
C. rainfordi hầu như không được xuất khẩu trong ngành thương mại cá cảnh.